# Platt-LePage XR-1
Le Platt-LePage XR-1, également connu sous la désignation PL-3, est un hélicoptère birotor américain construit par la Platt-LePage Aircraft Company (en) à Eddystone (Pennsylvanie). Gagnant d'un concours de design organisé par l’United States Army Air Corps au début de 1940, le XR-1 est le premier hélicoptère testé par l'USAAF, volant en 1941. Les essais en vol du XR-1 se sont avérés difficiles, et bien que la poursuite des essais ait montré que la conception pouvait tenir ses promesses, d'autres hélicoptères plus développés ont été disponibles avant le XR-1. En conséquence, le développement de l'avion a pris fin en 1945.